# Mateești
Mateești est une commune roumaine située dans le județ de Vâlcea.